# بهوميكا شاولا
بهوميكا شاولا هي ممثلة هندية، ولدت في 21 أغسطس 1978 في الهند. من الجوائز التي نالتها جائزة فيلم فير جنوب وجوائز ناندي ‏.

## جوائز
- جائزة فيلم فير جنوب
- جوائز ناندي [الإنجليزية]‏

## وصلات خارجية
- بهوميكا شاولا على موقع IMDb (الإنجليزية)
- بهوميكا شاولا على موقع ألو سيني (الفرنسية)
- بهوميكا شاولا على موقع ميوزك برينز (الإنجليزية)
- بهوميكا شاولا على موقع أول موفي (الإنجليزية)
- بهوميكا شاولا على موقع قاعدة بيانات الفيلم (الإنجليزية)
- بهوميكا شاولا على موقع كينوبويسك (الروسية)